# Costco

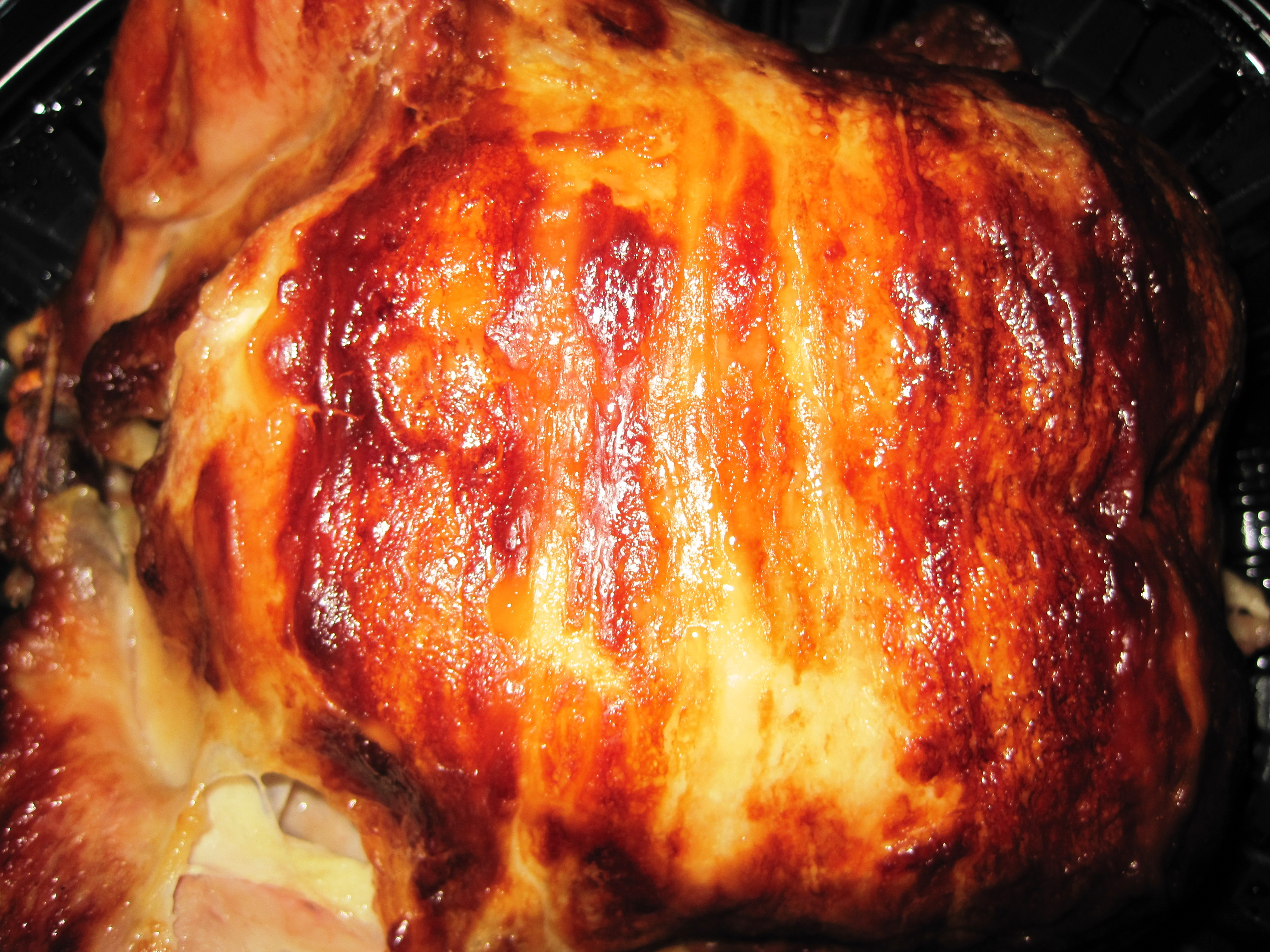
Một sản phẩm gà rô ti của Cosco

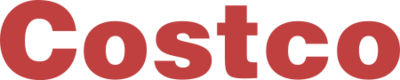
Logo ban đầu của Costco. Được sử dụng cho đến năm 1993, nhưng các cửa hàng tiếp tục mang logo cho đến năm 1997.

Costco Wholesale Corporation, hay Costco, là một tập đoàn đa quốc gia Mỹ, điều hành một chuỗi các câu lạc bộ bán buôn chỉ dành cho các thành viên. Tính đến  năm 2015, Costco là nhà bán lẻ lớn thứ hai trên thế giới sau Walmart, và tính đến năm 2006, Costco là nhà bán lẻ lớn nhất thế giới về thịt bò, thực phẩm hữu cơ, thịt gà quay và rượu vang. Costco được xếp hạng #15 trên Fortune 5,00 xếp hạng các tập đoàn Hoa Kỳ lớn nhất theo tổng doanh thu.
Trụ sở chính của Costco nằm ở Issaquah, Washington, ngoại ô phía đông Seattle; công ty đã mở kho hàng đầu tiên tại Seattle vào năm 1983. Tính đến  ngày 7 tháng 3 năm 2019, Costco có tổng cộng 770 kho hàng: 531 ở Hoa Kỳ và 4 ở Puerto Rico, 100 ở Canada, 39 ở Mexico, 28 ở Anh, 26 ở Nhật Bản, 15 ở Hàn Quốc, 13 ở Đài Loan, 10 ở Úc, 2 ở Tây Ban Nha, 1 ở Iceland và 1 ở Pháp.

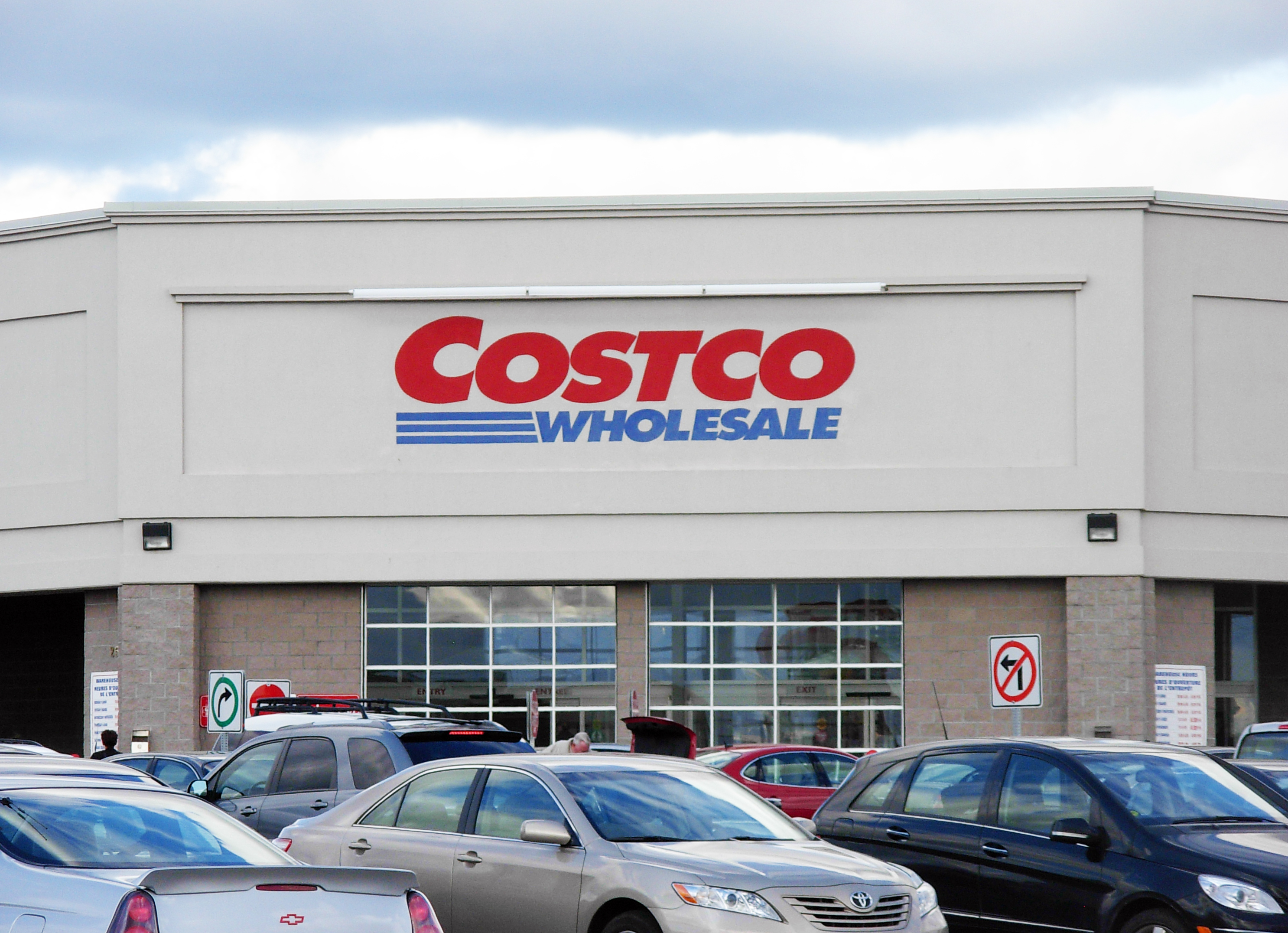
Costco tại Khu mua sắm Mapleton, Moncton, New Brunswick, Canada

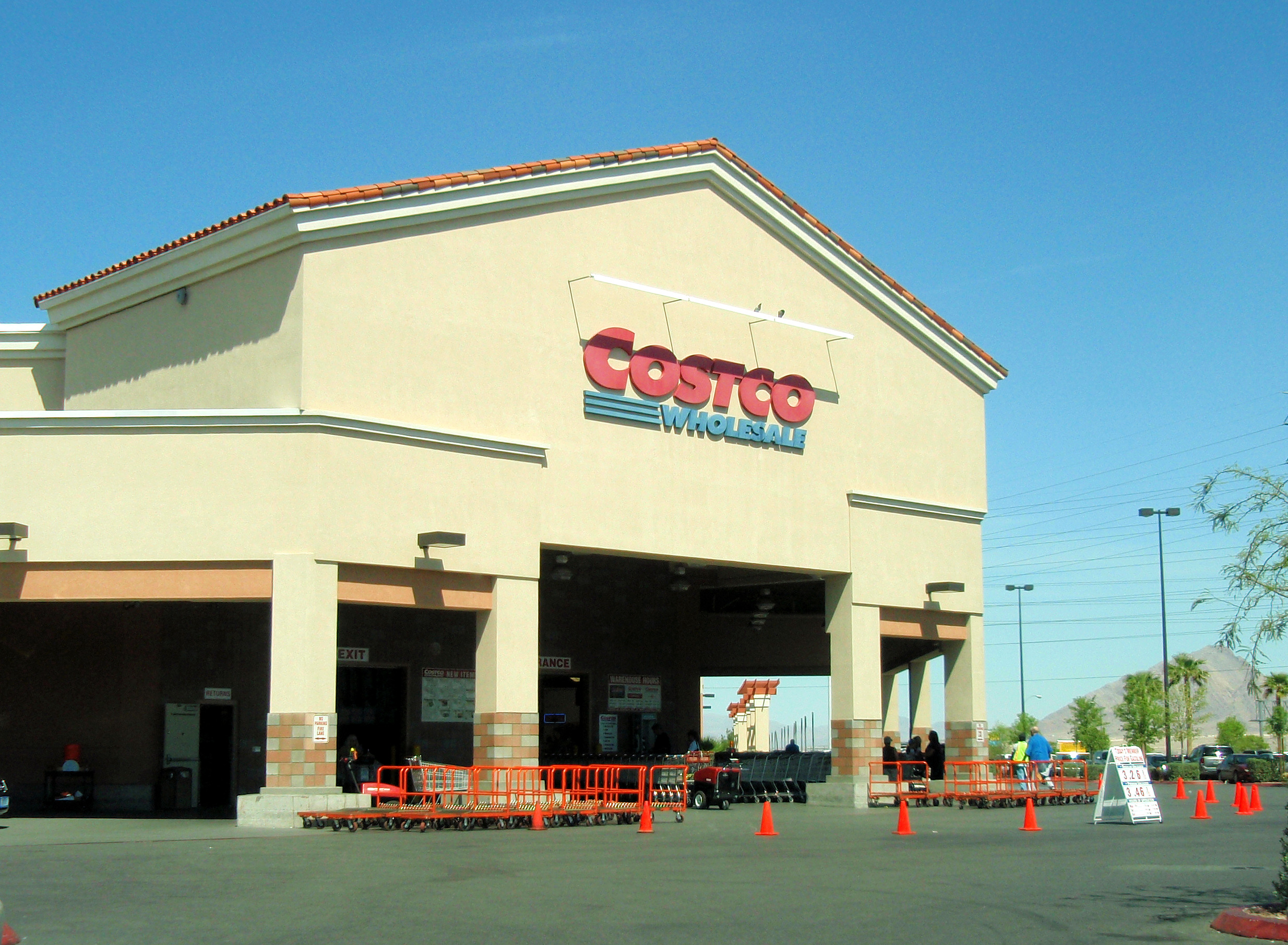
Costco ở Henderson, Nevada

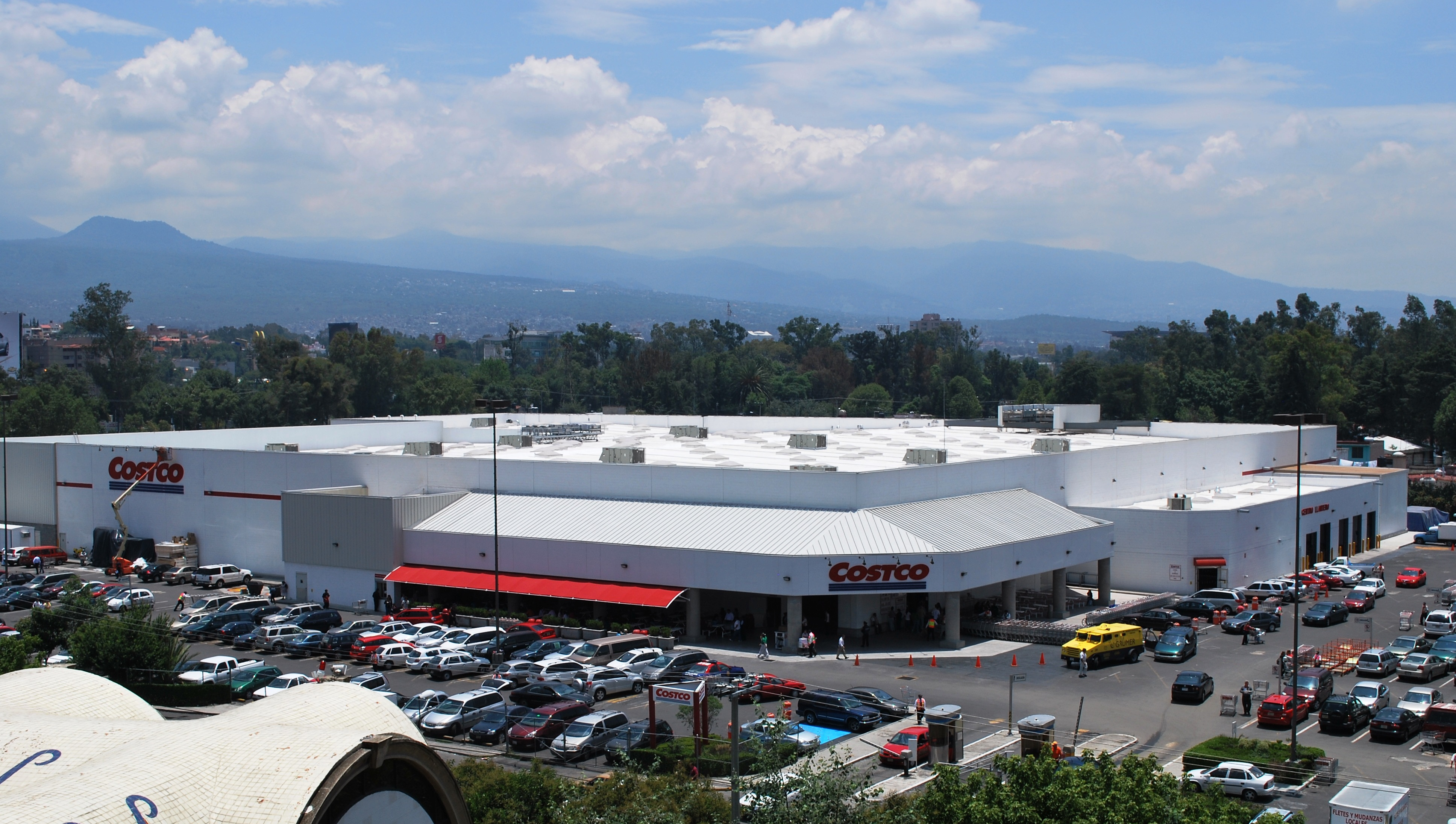
Costco ở Tlalpan, Mexico City

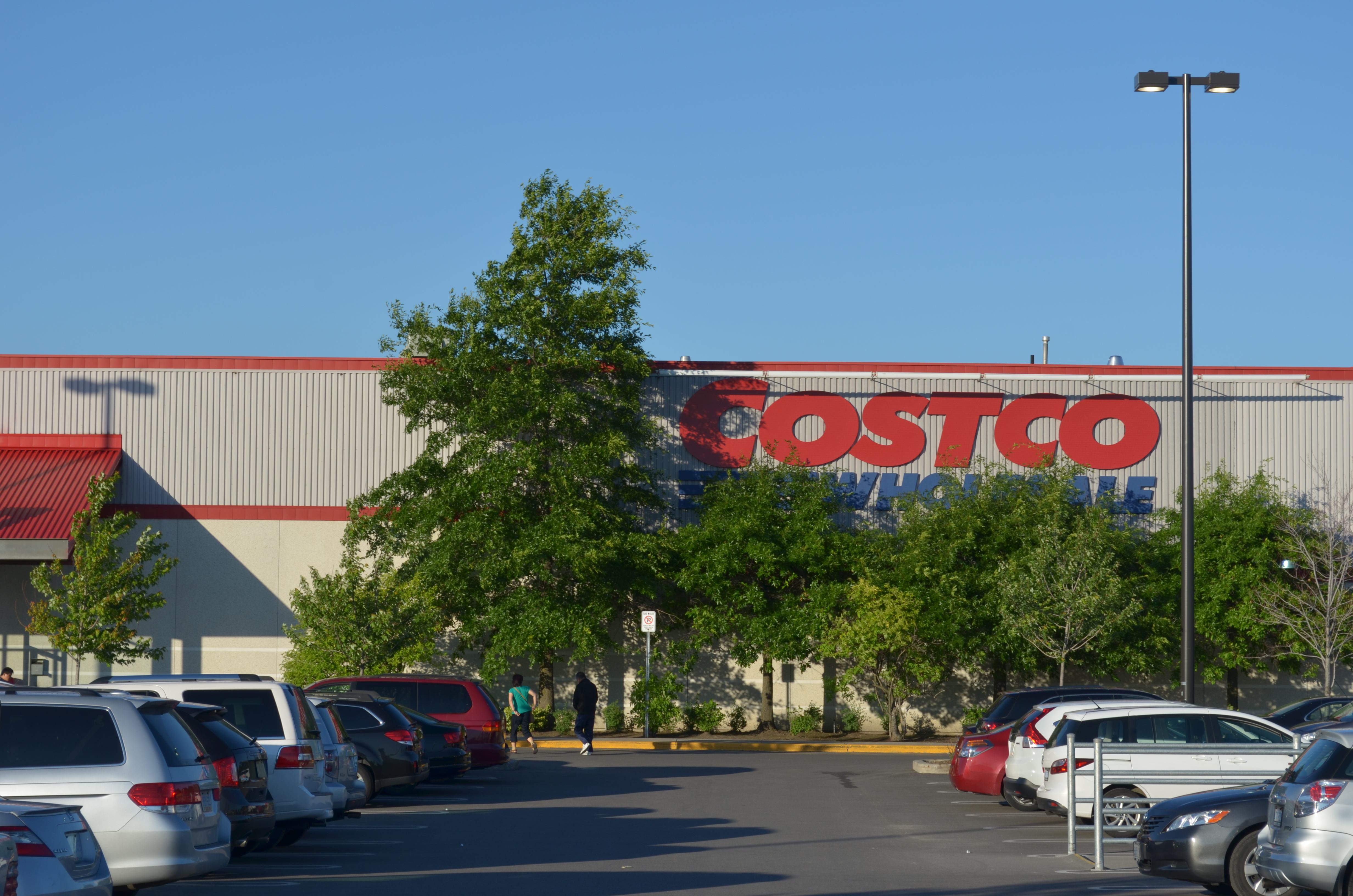
Costco ở Markham, Ontario, Canada

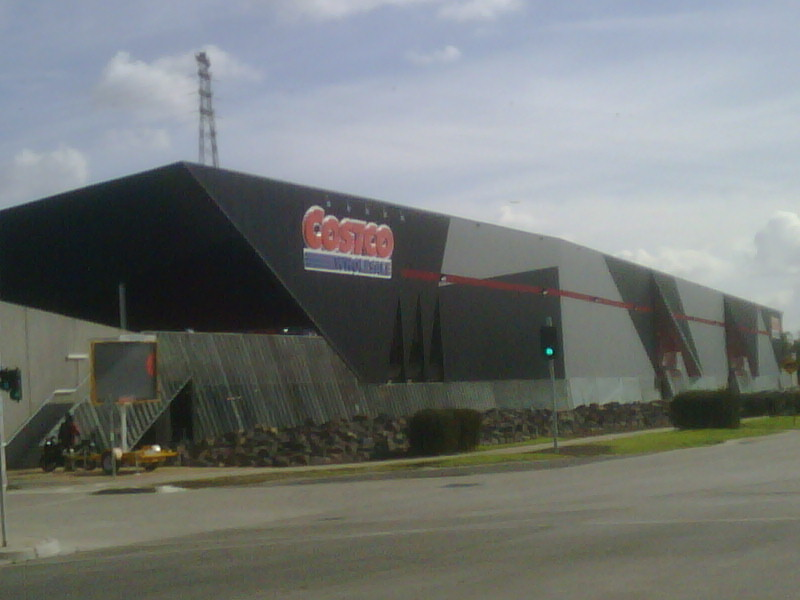
Cửa hàng Costco đầu tiên của Úc, tại Docklands, Victoria

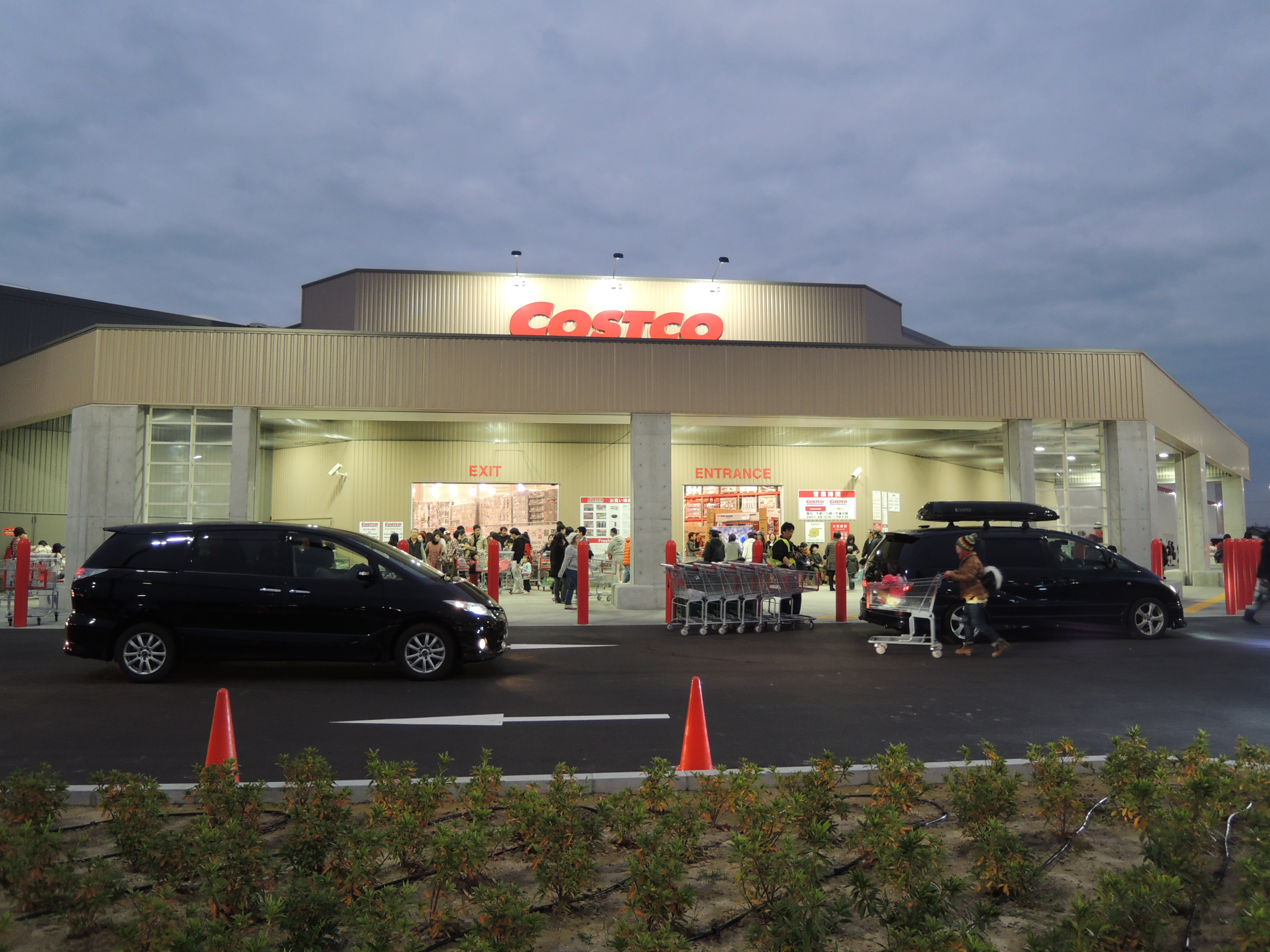
Costco ở Hashima, Gifu, Nhật Bản

## Địa điểm

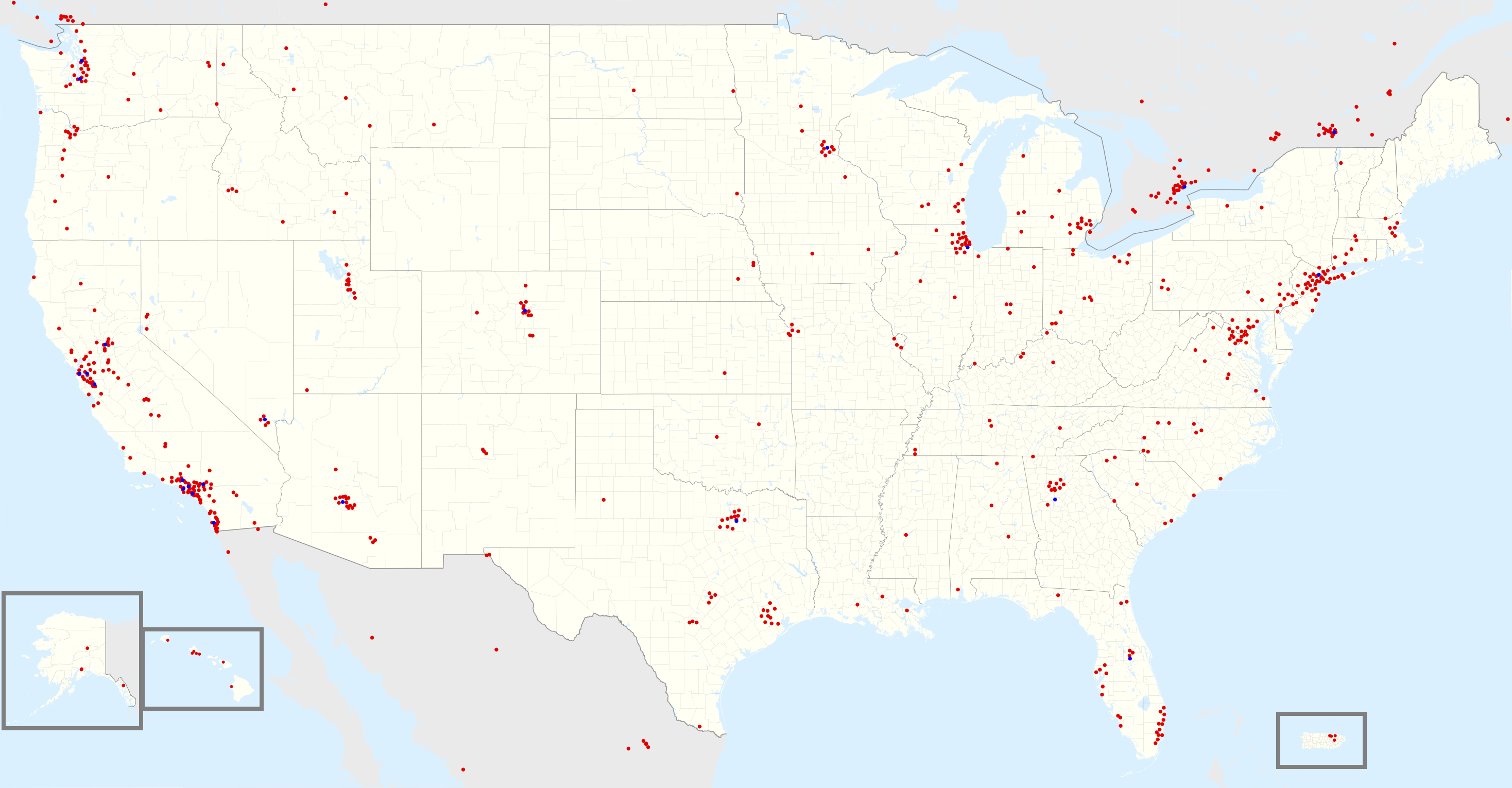
Bản đồ kho Costco ở Mỹ (tháng 1 năm 2021).

Tính đến tháng 3 năm 2019, Costco có 770 kho hàng trên toàn thế giới:
- 535 tại 44 Hoa Kỳ và Puerto Rico
- 100 tại 9 tỉnh của Canada[10]
- 39 tại Mexico
- 28 ở tại Vương quốc Anh
- 27 tại Nhật Bản
- 16 tại Hàn Quốc
- 13 tại Đài Loan
- 10 tại các bang của Úc và Lãnh thổ thủ đô Úc
- 2 tại Tây Ban Nha
- 1 tại Iceland
- 1 tại Pháp
- 1 tại Trung Quốc (khai trương tháng 8 năm 2019)
- 1 tại New Zealand (khai trương năm 2021)

## Tài chính
Trong năm 2018, Costco báo cáo lợi nhuận 3,134 tỉ $, với doanh thu là 141,576 tỉ $, tăng 9,7 % so với năm 2017. Tính đến tháng 10 năm 2018, cổ phiếu Costco giao dịch ở giá 205 $ / cổ phiếu, giá trị thị trường của Costco hơn 95,7 tỉ $.

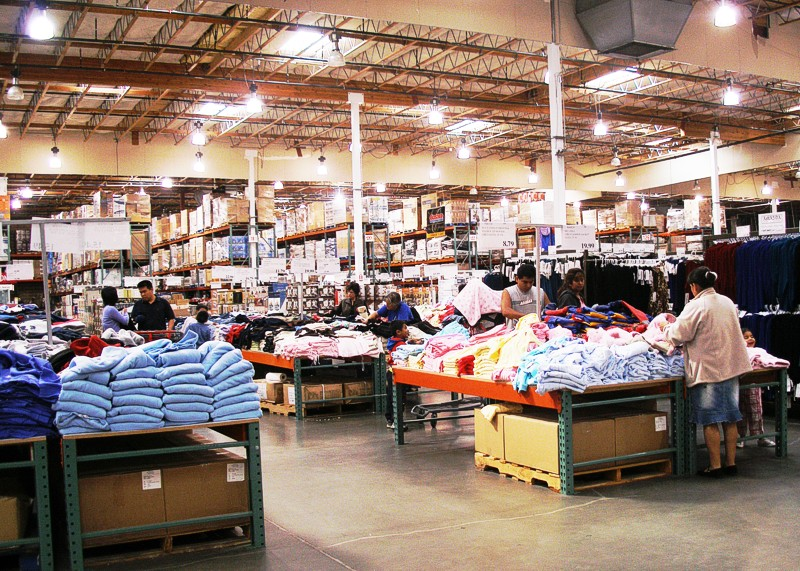
Nội thất kho Costco ở Mountain View, California

Logo chữ ký Kirkland

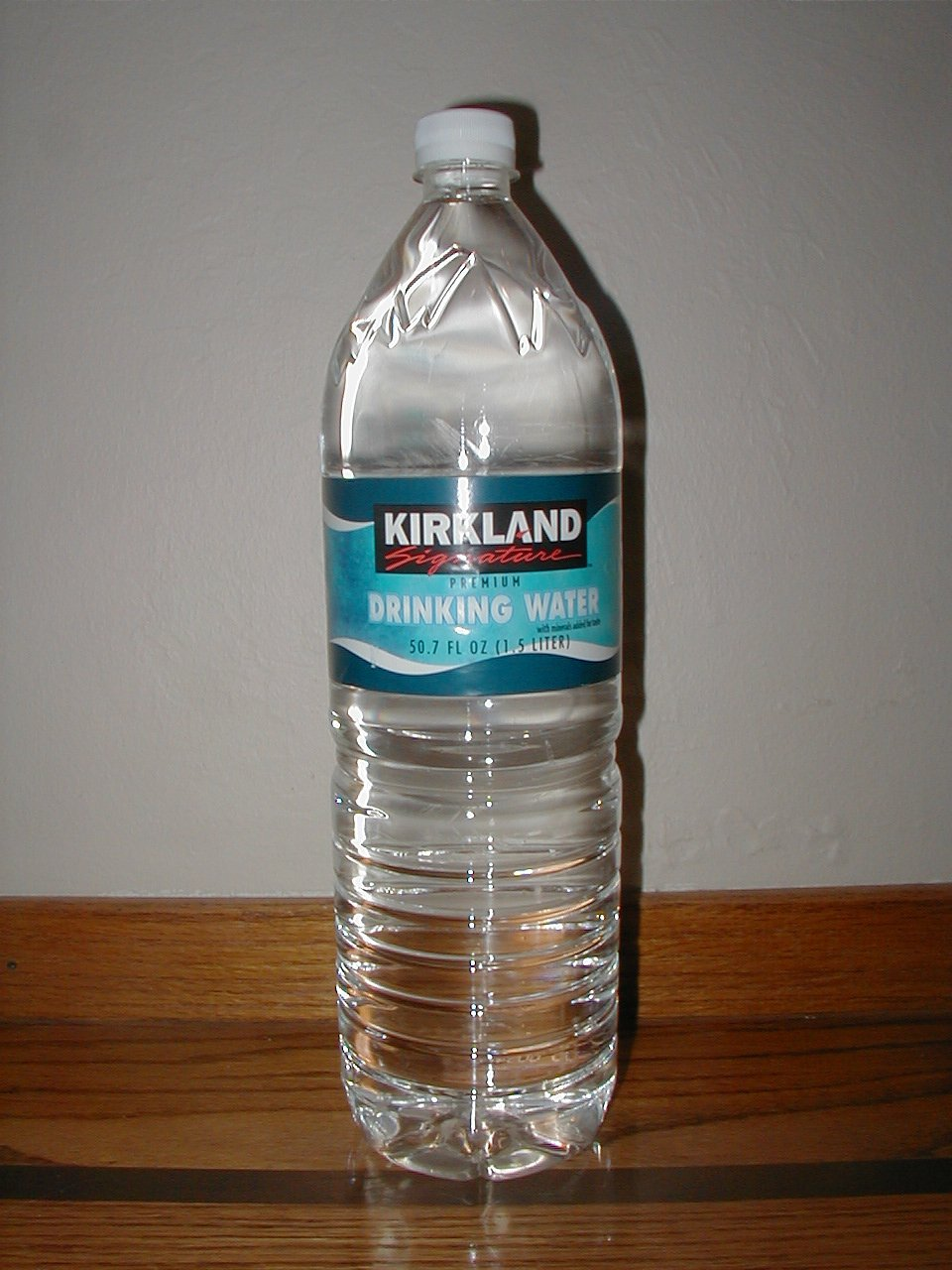
Nước đóng chai mang nhãn hiệu Kirkland Signature, hình năm 2005

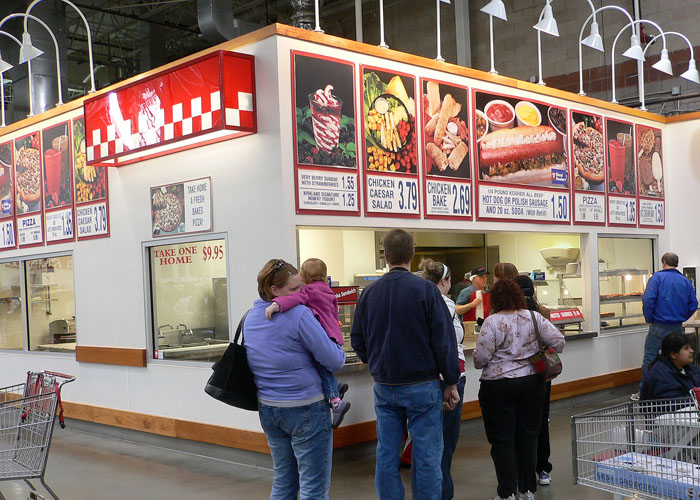
Khu nhượng bộ thực phẩm tại kho Costco ở Công viên Overland, Kansas

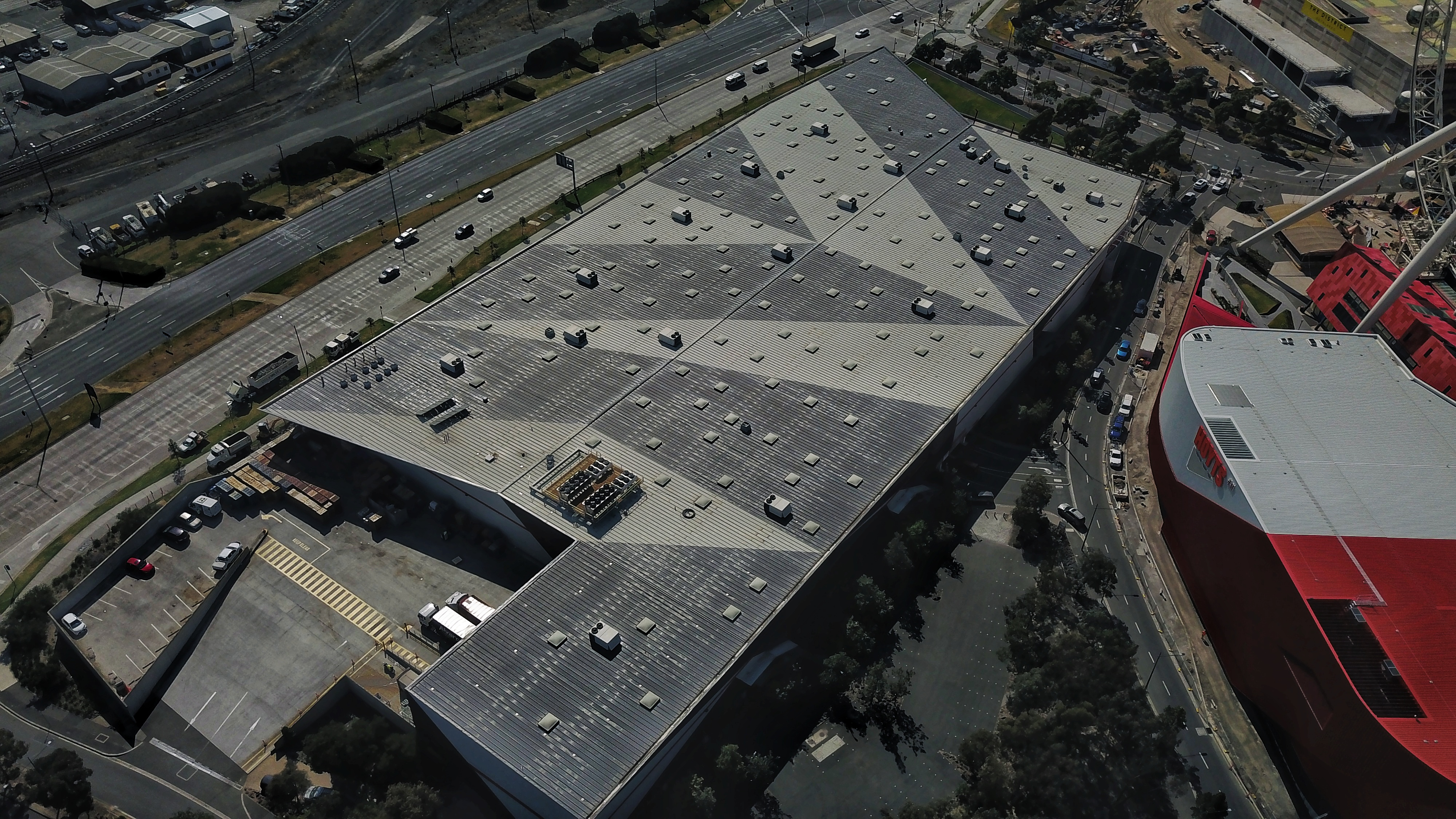
Phối cảnh trên không của mái Costco tại cửa hàng Docklands của Melbourne. Tháng 3 năm 2019.

| Năm  | Doanh thu tính bằng tỷ USD $ | Thu nhập ròng tính bằng tỷ USD $ | Giá mỗi cổ phiếu bằng USD $ | Kho | Nhân viên |
| ---- | ---------------------------- | -------------------------------- | --------------------------- | --- | --------- |
| 2005 | 52.935                       | 1.063                            | 34,32                       | 433 | 118.000   |
| 2006 | 60.151                       | 1.103                            | 39,86                       | 458 | 127.000   |
| 2007 | 64.400                       | 1.083                            | 45,68                       | 488 | 127.000   |
| 2008 | 72.483                       | 1.283                            | 49,31                       | 512 | 137.000   |
| 2009 | 71.422                       | 1.086                            | 39,58                       | 527 | 142.000   |
| 2010 | 77.946                       | 1.303                            | 48,12                       | 540 | 147.000   |
| 2011 | 88.915                       | 1.462                            | 63,22                       | 592 | 164.000   |
| 2012 | 99.137                       | 1.709                            | 75,16                       | 608 | 174.000   |
| 2013 | 105.156                      | 2.039                            | 98,38                       | 634 | 184.000   |
| 2014 | 112.640                      | 2.058                            | 108,19                      | 663 | 195.000   |
| 2015 | 116.199                      | 2.377                            | 137,01                      | 686 | 205.000   |
| 2016 | 118.719                      | 2.350                            | 145,03                      | 715 | 218.000   |
| 2017 | 129,025                      | 2.79                             | 163,31                      | 741 | 231.000   |
| 2018 | 141,576                      | 3.134                            | 205,85                      | 758 | 245.000   |